# مورا (ميزوري)

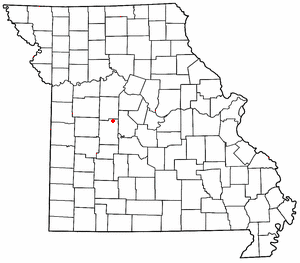
موقع مورا، ميزوري

مورا (بالإنجليزية: Mora)‏ هي إحدى المجتمعات الفردية (غير مصنفة) في ولاية ميزوري في الولايات المتحدة الأمريكية. وهي تقع في مقاطعة مقاطعة بينتون، ميزوري.